# Colônia Paulista
Colônia Paulista, kurz Colônia, ist ein Bairro (Ortsteil) im Süden der brasilianischen Stadt São Paulo in der Unterpräfektur Parelheiros. Colônia wurde durch Unterstützung der kaiserlich-brasilianischen Regierung 1829 von lutherischen Einwanderern aus Deutschland als Landwirtschaftskolonie gegründet. Zunächst trafen 94 Familien mit etwas mehr als 280 Personen ein.

## Allgemeines
Zu den Gründerfamilien des Ortes zählen die Familie Gerstenberger und die Familie Stapf, zwei Straßennamen erinnern an deutsche Bewohner: Paulino Gottsfritz und Maria Roschel. Auch die Polizeistation trägt den Namen Colônia Paulista.
Die Kolonie lag ursprünglich etwa 34 Kilometer südlich der Stadt São Paulo in einer landwirtschaftlich geprägten Region, ursprünglich am Nordrand des Einschlagkraters Cratera de Colônia (Colônia-Krater). 

## Friedhof
Im Ort gibt es noch einen alten Friedhof, den Cemitério de Colônia.